# Zentrum für satellitengestützte Kriseninformation
Das Zentrum für satellitengestützte Kriseninformation (kurz ZKI) ist ein Service des Deutschen Fernerkundungsdatenzentrums, welches wiederum eine Institution des Deutschen Zentrums für Luft- und Raumfahrt (DLR) ist.
Das ZKI nahm Anfang 2013 als Kooperationsprojekt des Bundesinnenministeriums und des DLR den Betrieb auf und sorgt für die Bereitstellung und Analyse von Satellitendaten, beispielsweise im Falle einer Naturkatastrophe. Durch die daraus zu ziehenden Informationen sollen Krisenintervention und -prävention sowie der Wiederaufbau unterstützt werden. Die Daten sind sowohl für nationale als auch für internationale Organisationen bestimmt, werden aber auch der Öffentlichkeit zugänglich gemacht.